# バイオマス発電

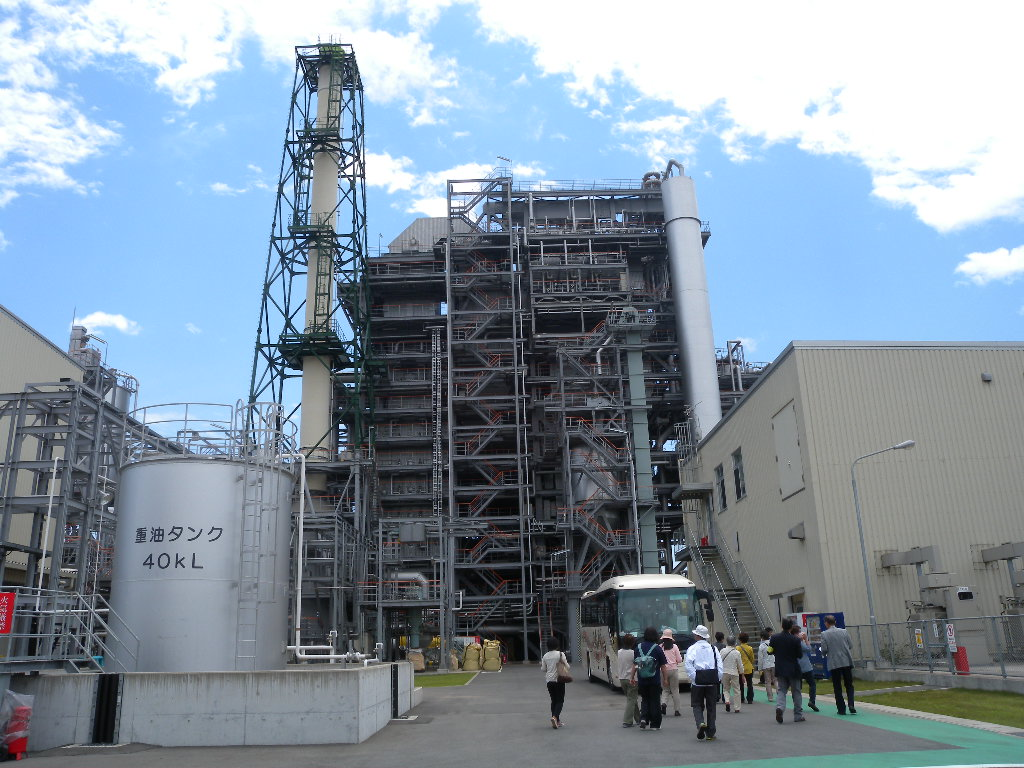
川崎バイオマス発電所
（神奈川県川崎市）

バイオマス発電（バイオマスはつでん、Biomass power）とは、バイオマスを燃料として発電することを指す。バイオマス発電による発電所をバイオマス発電所（バイオマスはつでんしょ）と呼ぶ。火力発電の一種である。
化石燃料からの脱却や、エネルギー安全保障の観点からの電源多角化など、さまざまな要因で推進され、バイオマス発電所が建設されている。しかしその一方で、バイオマス発電に伴う公害や、燃料調達に伴う環境破壊などの問題も表面化している。

## 概要
基本的には、化石燃料を除いた何らかの有機物を燃焼させタービンを回転させて発電するものであり、基本的な発電メカニズム自体は火力発電および火力発電所と変わらず、既存の火力発電所に併設して建設されることもある。また石炭などの化石燃料との混焼も行われる。
一般的な石油、石炭、天然ガスなどの化石燃料を使った火力発電との大きな違いは、燃料および燃焼方式の多様性にある。どのバイオマスをどのように燃焼させるか、そしてそのバイオマスがどこにあるのかに応じて、発電所の立地が大きく左右される。各地に存在するバイオマスを有効活用するという性格から、エネルギーの地産地消という向きと相性が良く、おがくずのような産業廃棄物や食品廃材、汚泥などを燃料として燃焼させるなど、これまでなら活用されていなかった領域からエネルギーを取り出すため、電源分散に役立つとされる。
電源としての性能という観点からは、風力発電や太陽光発電に比べれば常時稼働が可能であるが、通常の化石燃料と比べれば供給可能量や燃料確保の安定性は劣るとされ、補助電源として位置づけられている。

こうした利点が強調される一方で、2022年現在では実質的に木質ペレットを使用した発電が大半を占める。そのため森林破壊の原因になっているとの見方が強まり、欧米を中心に見直しが進められている。

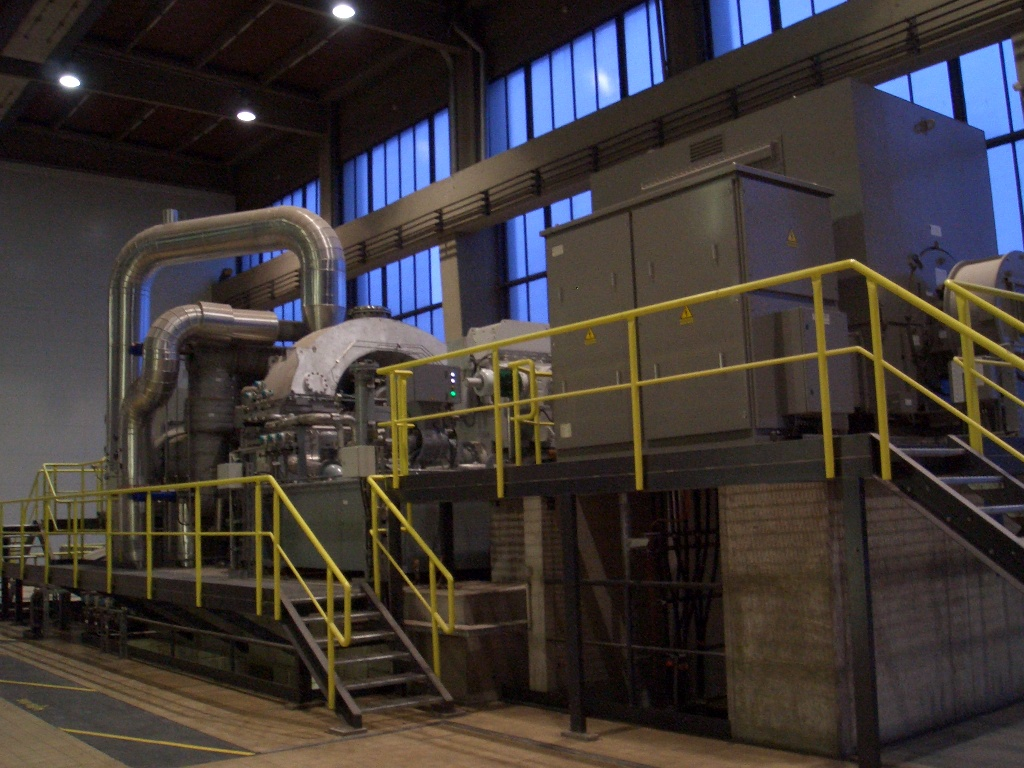
バイオマス発電所のタービンエンジン
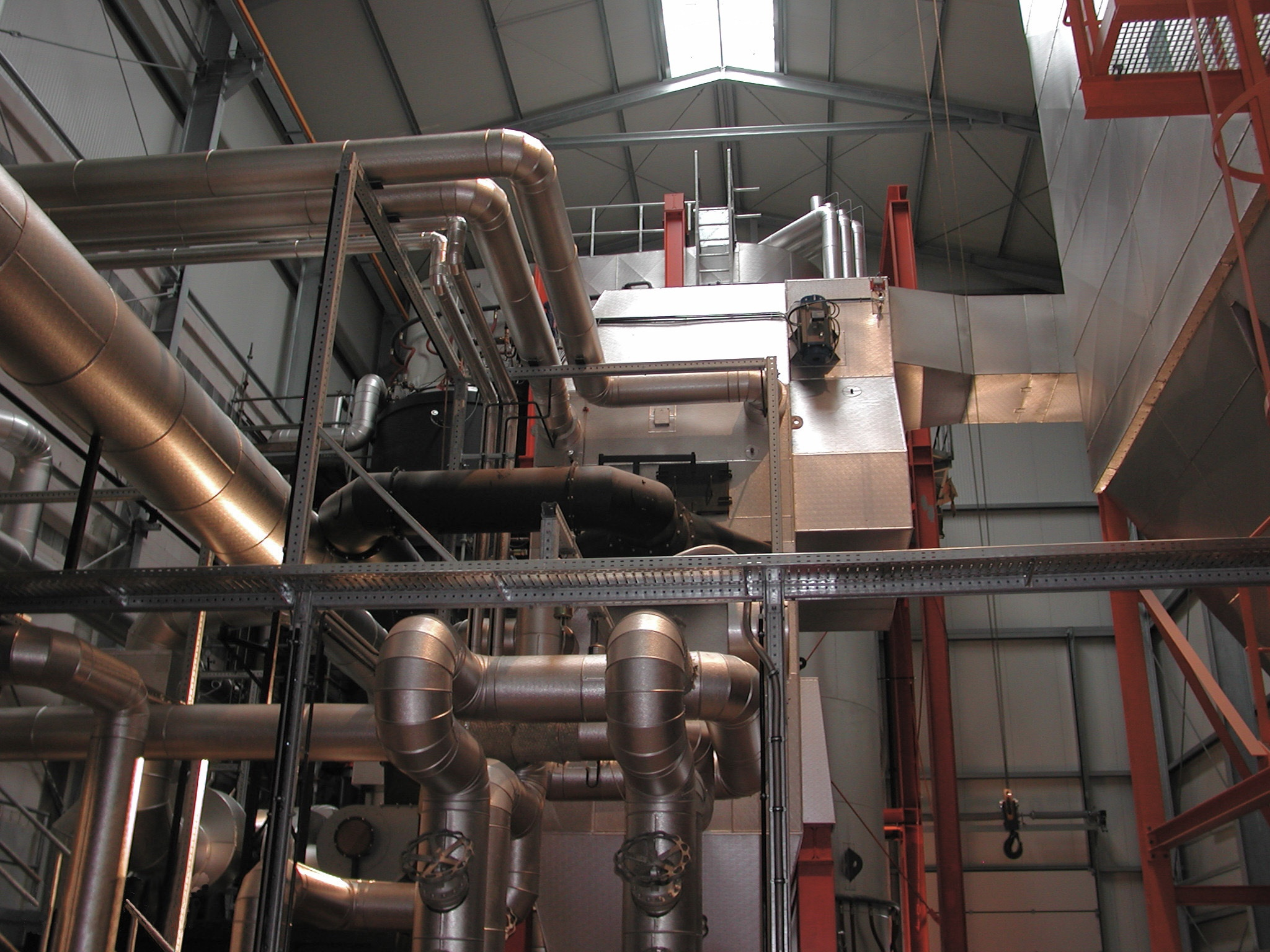
バイオマス発電所内部のパイプライン

### バイオマス燃料
- 木質燃料 - 廃材、間伐材、薪、木質ペレットなど
- バイオ燃料 - サトウキビやトウモロコシなどから化学的に作り出したバイオエタノール
- バイオガス - 生ゴミや汚泥などの有機物を微生物で分解させて作り出したメタンガス
- 植物油 - 最もよく使われるのはパーム油で、木質燃料と同様にさほど高度な処理はせず、そのまま燃料として燃やす[4]。

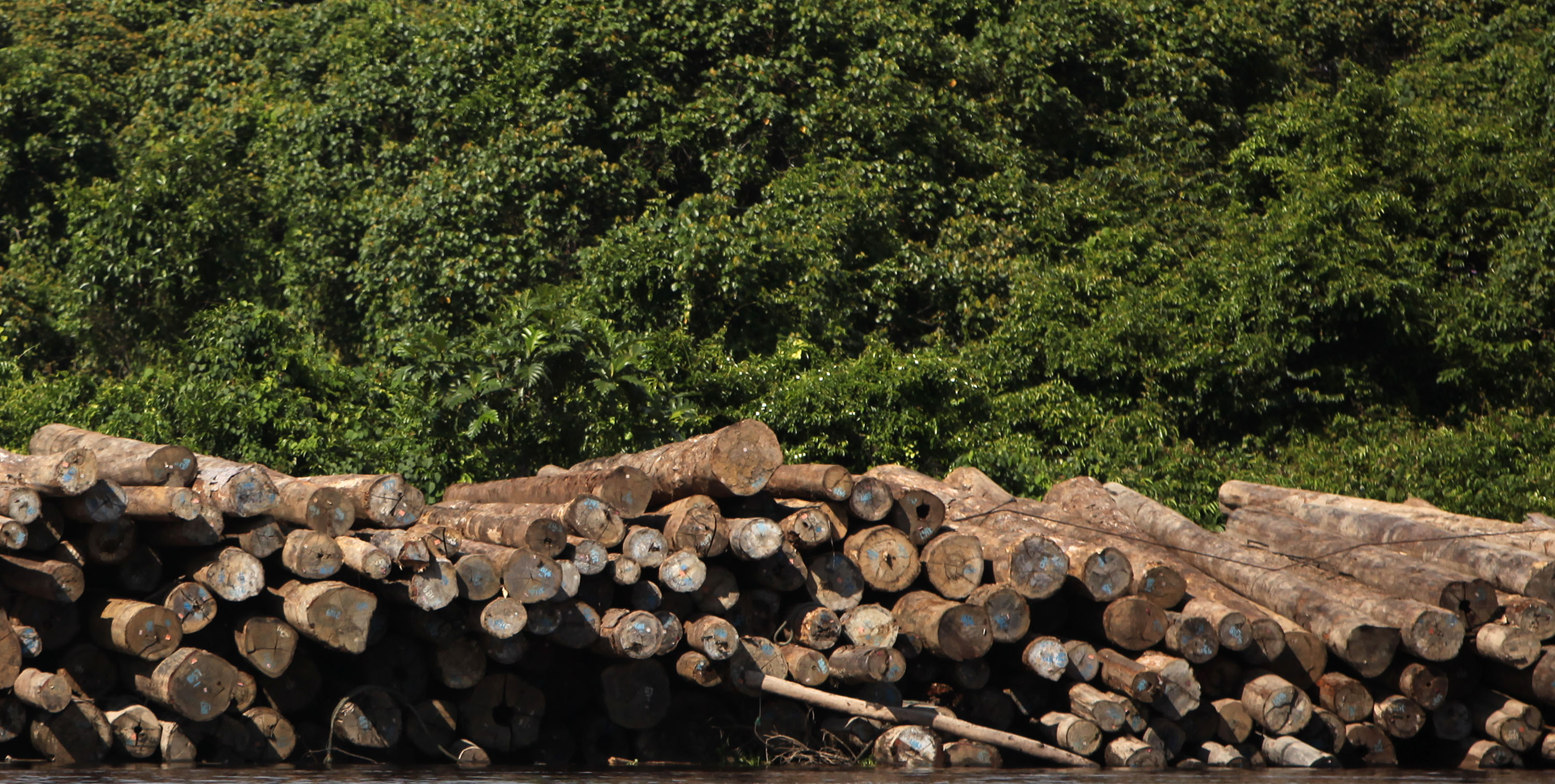
木質燃料（木材）
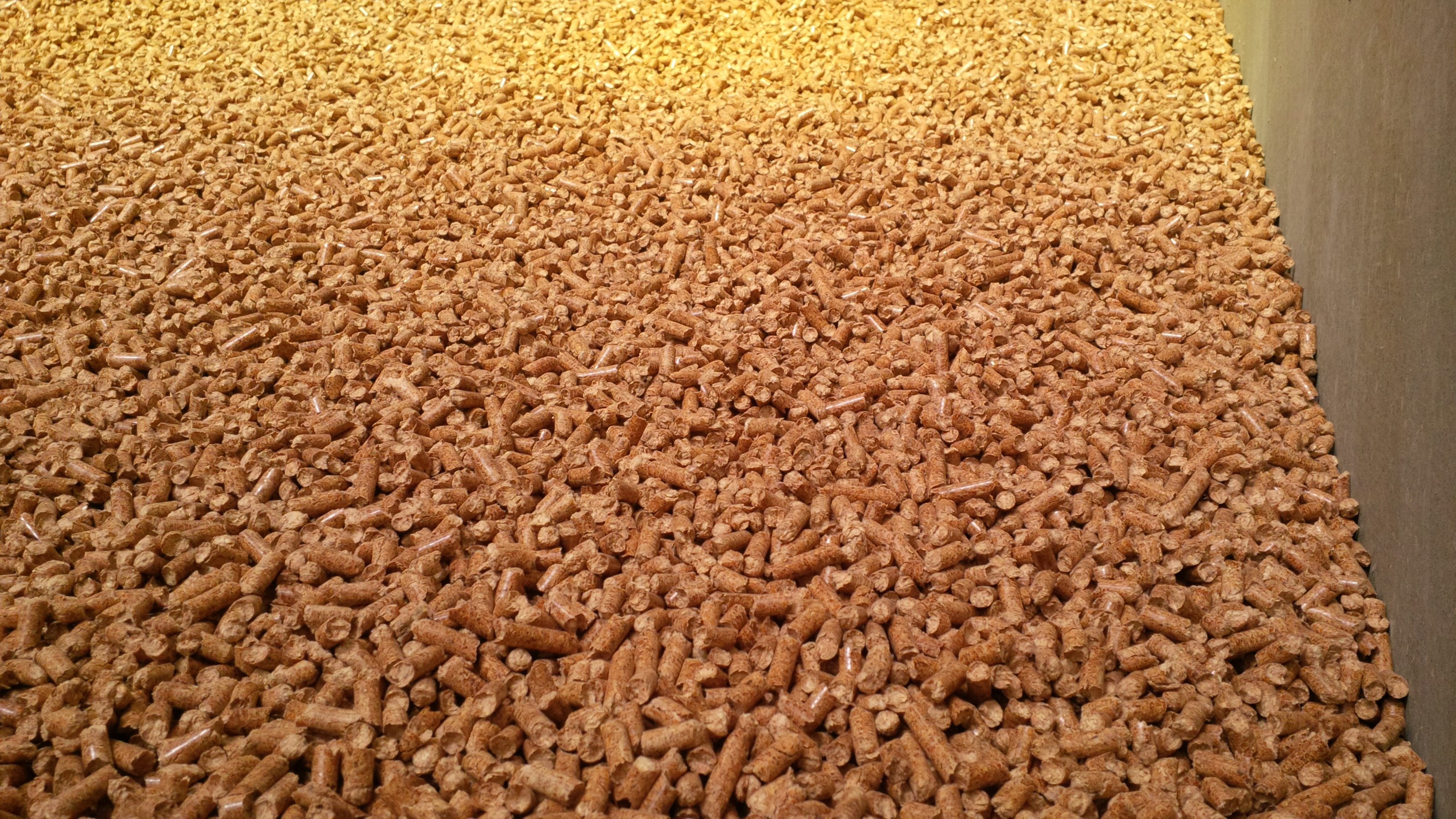
木質ペレット
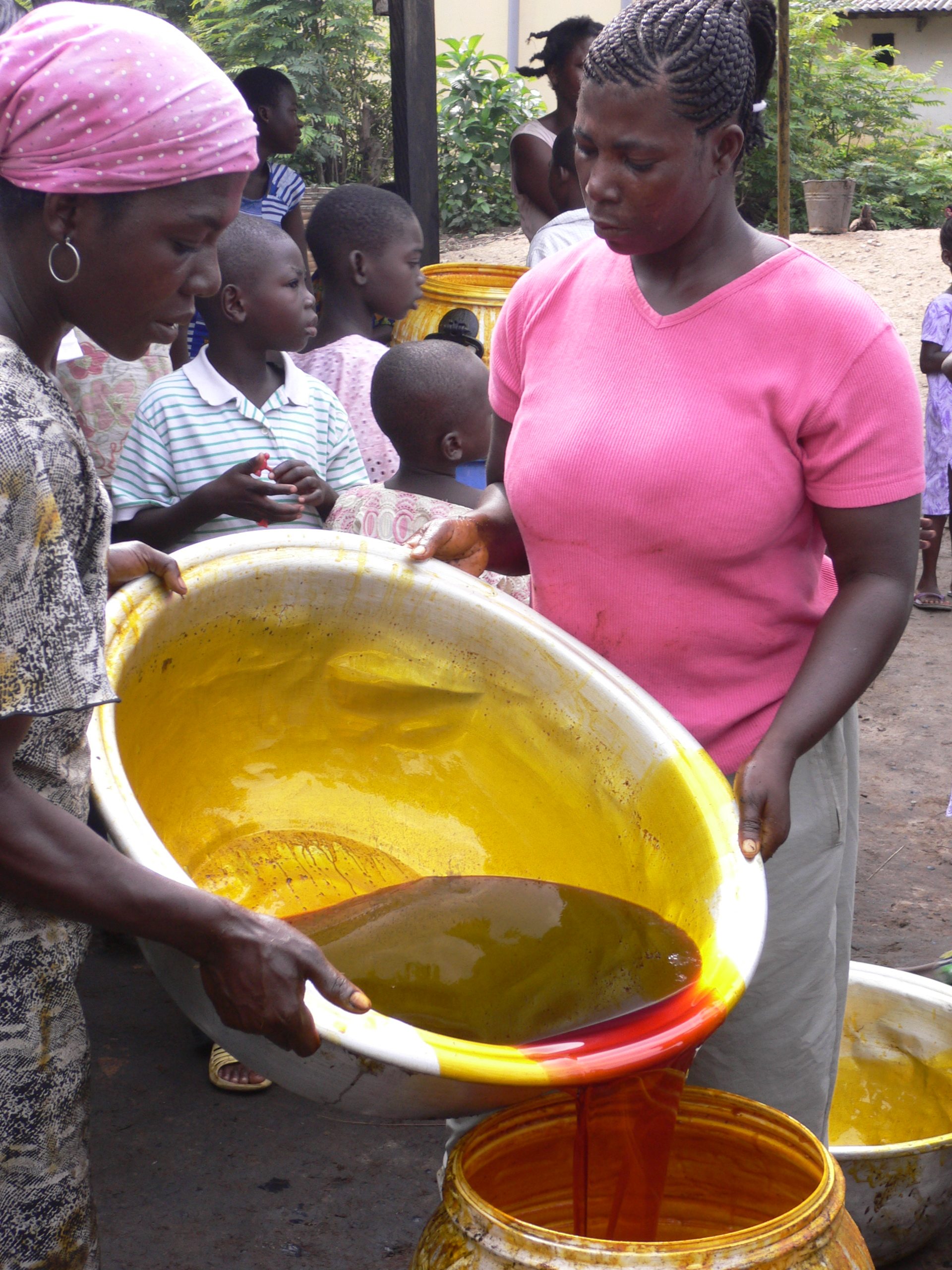
パーム油

### 燃焼方式
燃焼方式の観点から見ると、次のように分類される。
- 直接燃焼 - バイオマスを直接燃焼させることで発電する方式。
- 熱分解ガス化 - バイオマスを高温に加熱することによって成分をガス化し、それを燃焼させる方式。
- 生物化学的ガス化 - バイオマスを微生物により発酵分解させ、メタンなどのバイオガスを発生させてそれを燃焼させる方式。

## 問題点

### 公害

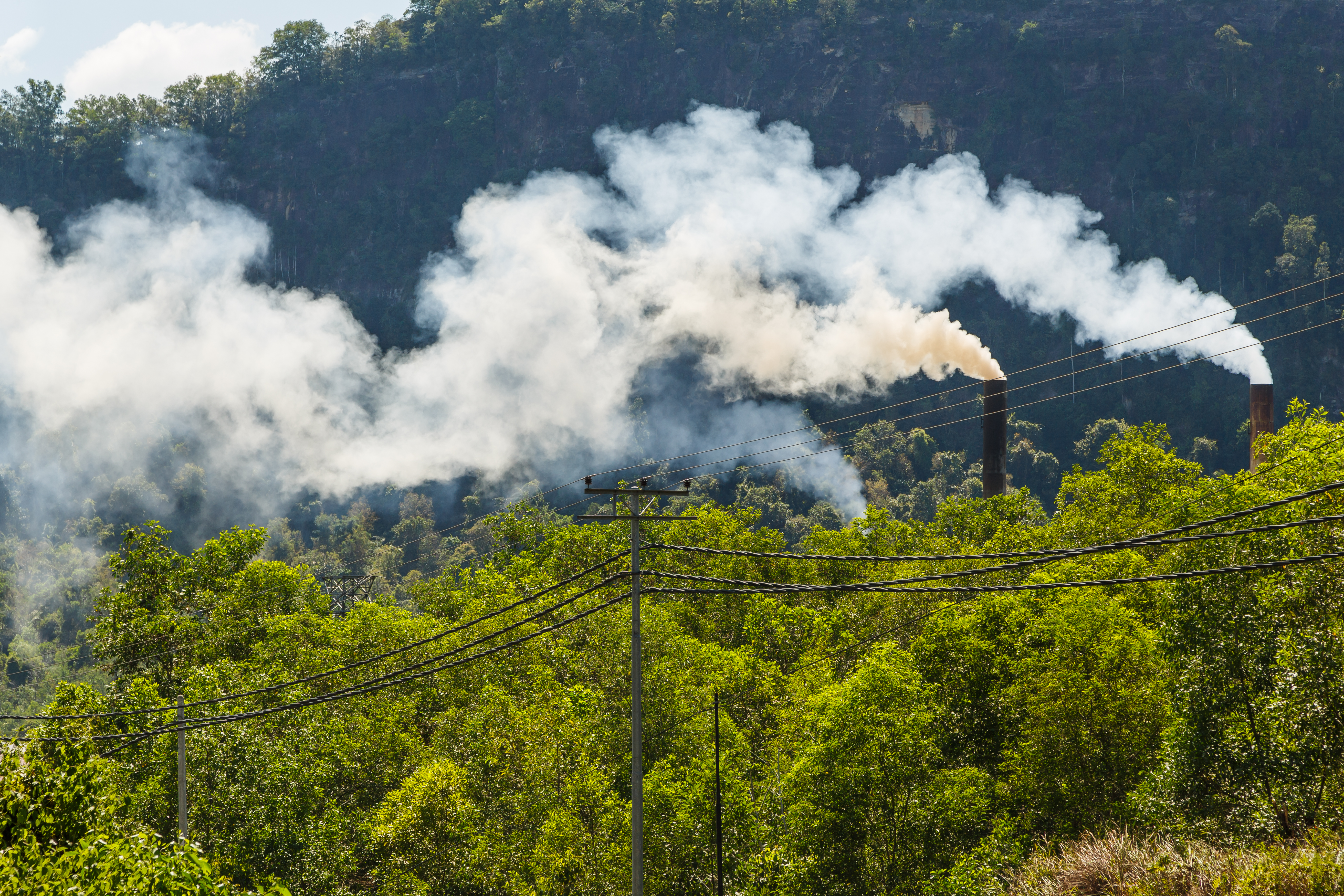
バイオマス発電所による煤煙

バイオマス発電は、あくまでもバイオマスを燃焼させてタービンを回す火力発電であるため、問題点も火力発電のそれと共通する。すなわち、煤煙による大気汚染や、高速回転するタービンや燃料ポンプによる騒音などである。
また、日本が米国から輸入する木質ペレットの製造工場で公害問題が生じている。工場が設置される地域は貧困層や有色人種が多い地域が目立っており、人種差別問題と相まって大きな問題となっている。製造者であるエンビバに対し罰金が科せられ、また住友、三菱、丸紅などの日本の商社はこの問題を認識しているというが、2030年まで事業計画を拡大する見込みであるという。

### 森林破壊
バイオマス発電は、実質的には木質ペレットによる火力発電がその大半を占めており、そのため燃料であるペレットを製造するために森林破壊が加速している。木質バイオマス発電所で用いられる燃料である木質ペレットについて、認証制度が不十分であり品質管理が困難であることが指摘されている。特に輸入木質ペレットで廃棄物や金属などの不純物が混入している粗悪なペレットが横行し、それを使用する大規模バイオマス発電所では火災などのトラブルが相次いでいる。
持続可能性担保のための森林管理の認証システムは存在するが、ほぼ機能しておらず、木質ペレット供給業者による偽装も発覚している。国際的な環境NGOである「FoE Japan」が、固定価格買い取り制度（FIT制度）認定を受けたバイオマス発電事業者154社に対しアンケートを行った結果、持続可能な森林管理 (Forest Management: FM) 認証を受けた原材料のみを使用すると回答した事業者はわずか1社であった。また行政による監視に関しては、FIT制度の認定を受けたあとに経産省等から調達に関して持続可能性の確認を受けた業者はわずか8社のみという結果であり、チェック機構も機能していないことが明らかになっている。ベトナムでは、FSC認証にもとづいて産出できる木質ペレットは年間約30万トンとされるが、その6倍近くの量が日本などに輸出されており認証偽造の疑いがかかっている。さらに日本では、こうした偽装燃料の購入費用は固定価格買い取り制度（FIT制度）を通じて税金が投入されているため国民負担となっている。

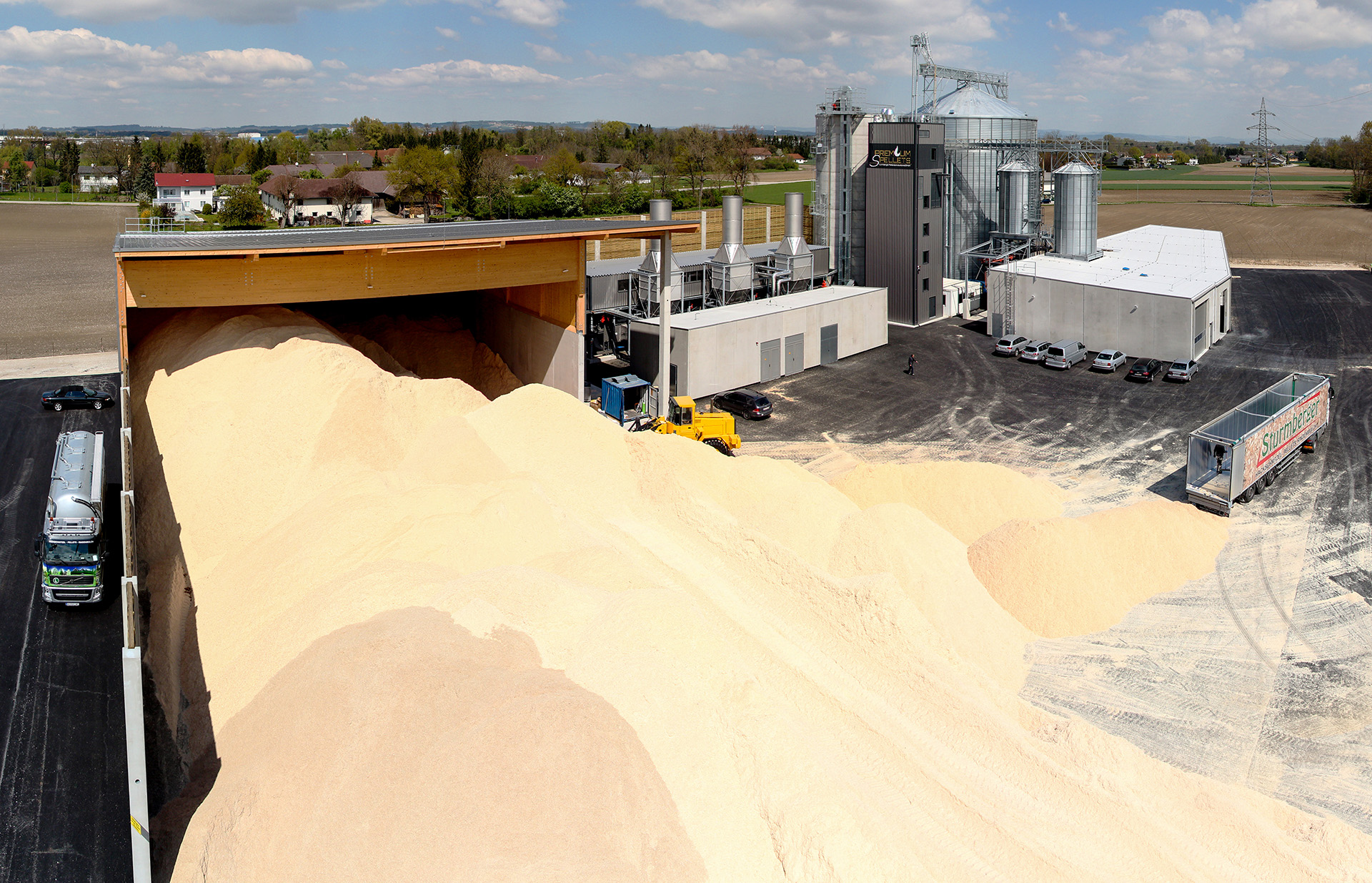
木質ペレット製造プラントに運び込まれる大量の木材
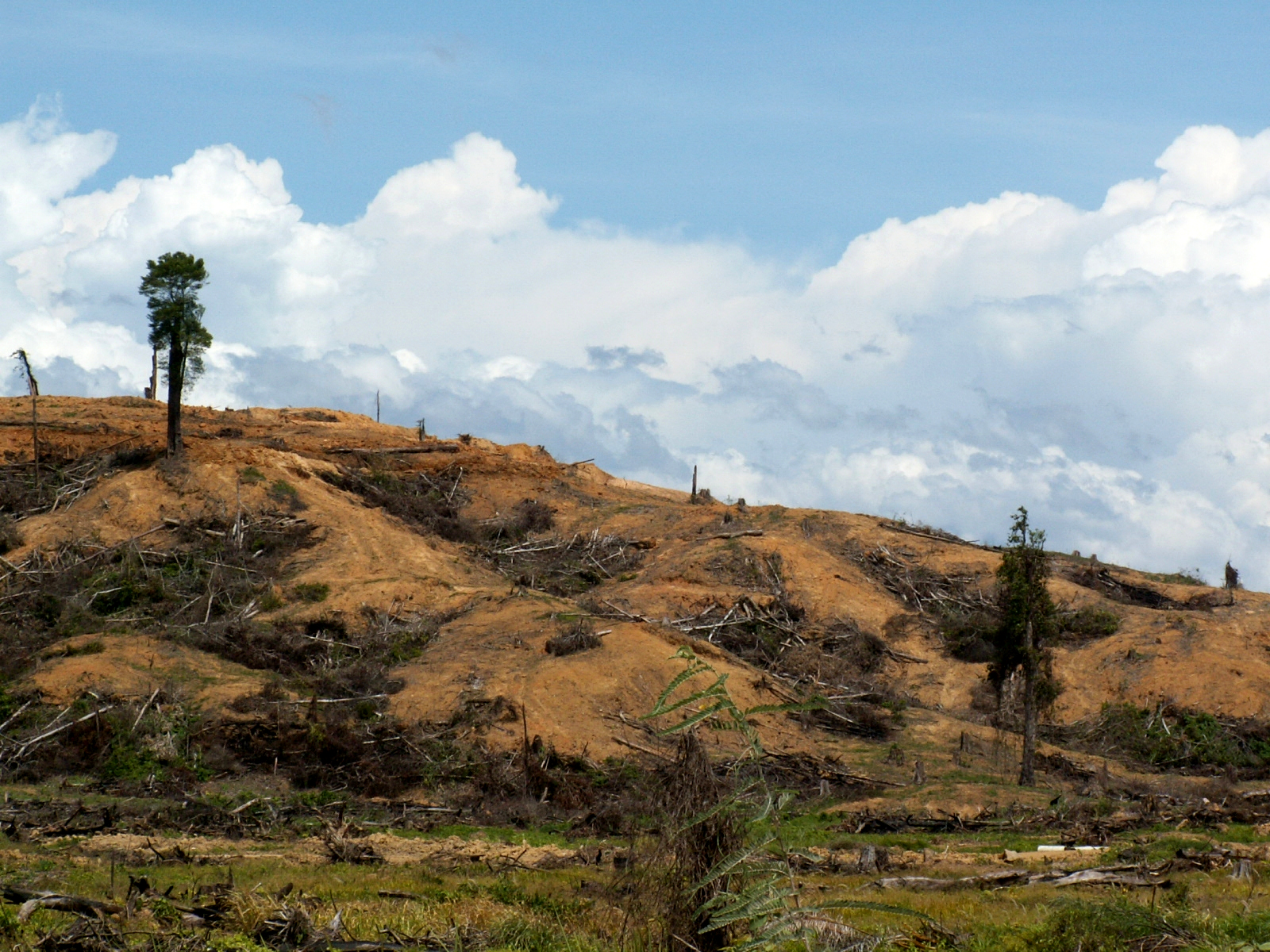
パーム油を生産するパームヤシのプランテーションを作るために伐採された森林
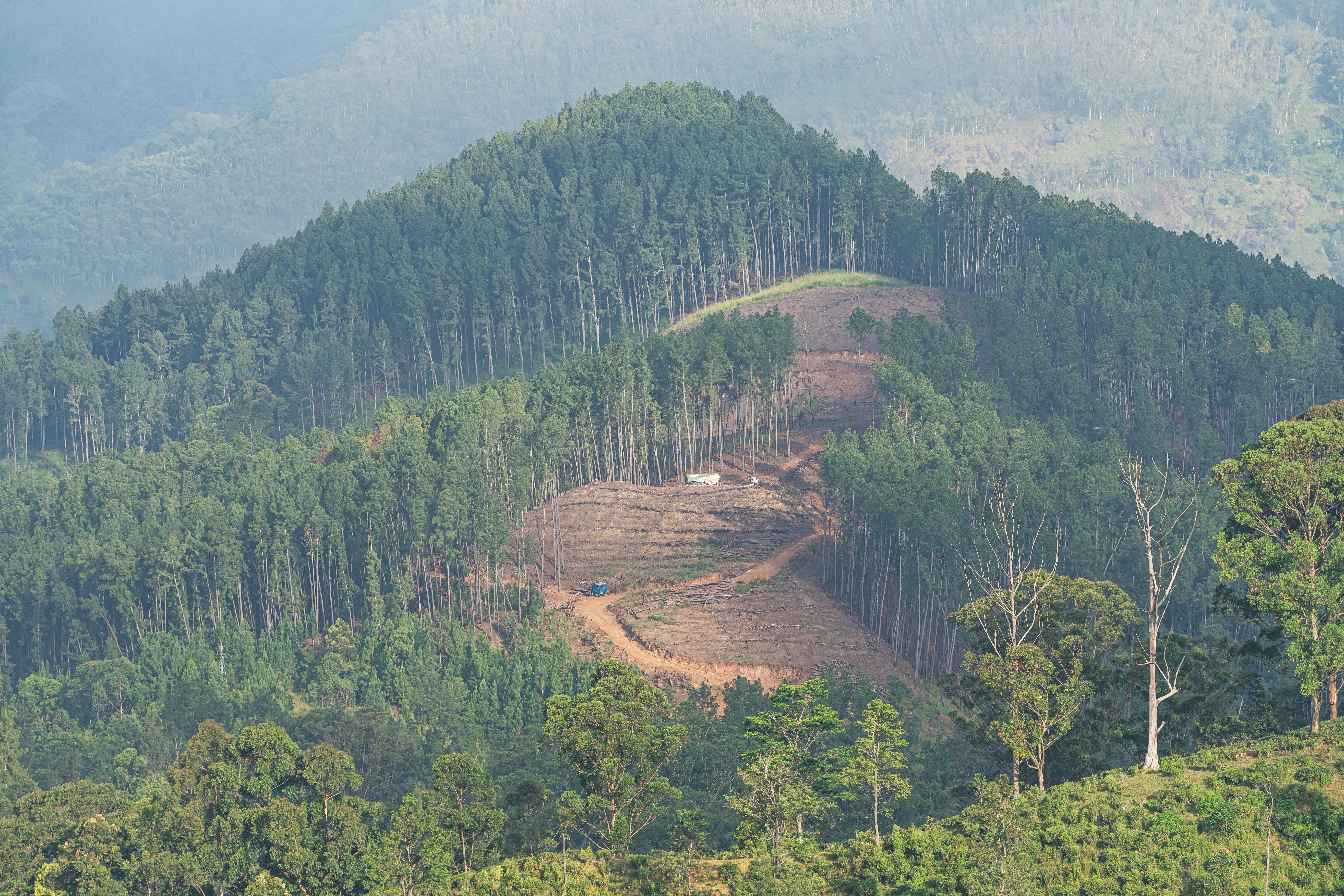
木材のために森林伐採されたはげ山

### エネルギー収支比の低さ

EROIのグラフ

バイオマスは、燃料としてはエネルギー密度が低いという特徴があり、輸送コストが非常に大きくなる。そのため輸入に頼る場合エネルギー収支比が非常に小さくなり、それはエネルギーペイバックタイムの増大、利用過程でのCO2放出という形で現れるため、単純に化石燃料からバイオマス発電に切り替えても環境負荷は悪化さえするという見方が確立してきており、環境NGOなどから非難の声が上がっている。

### バイオマス発電特有の問題点

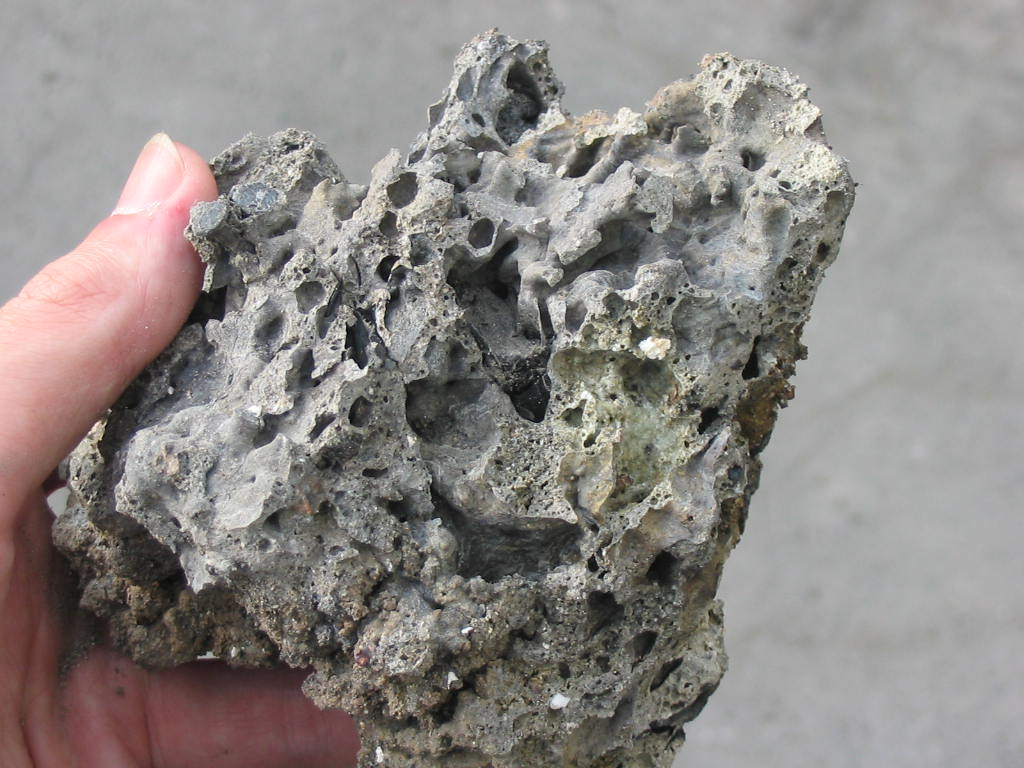
バイオマス発電所から排出された焼却灰の溶融スラグ

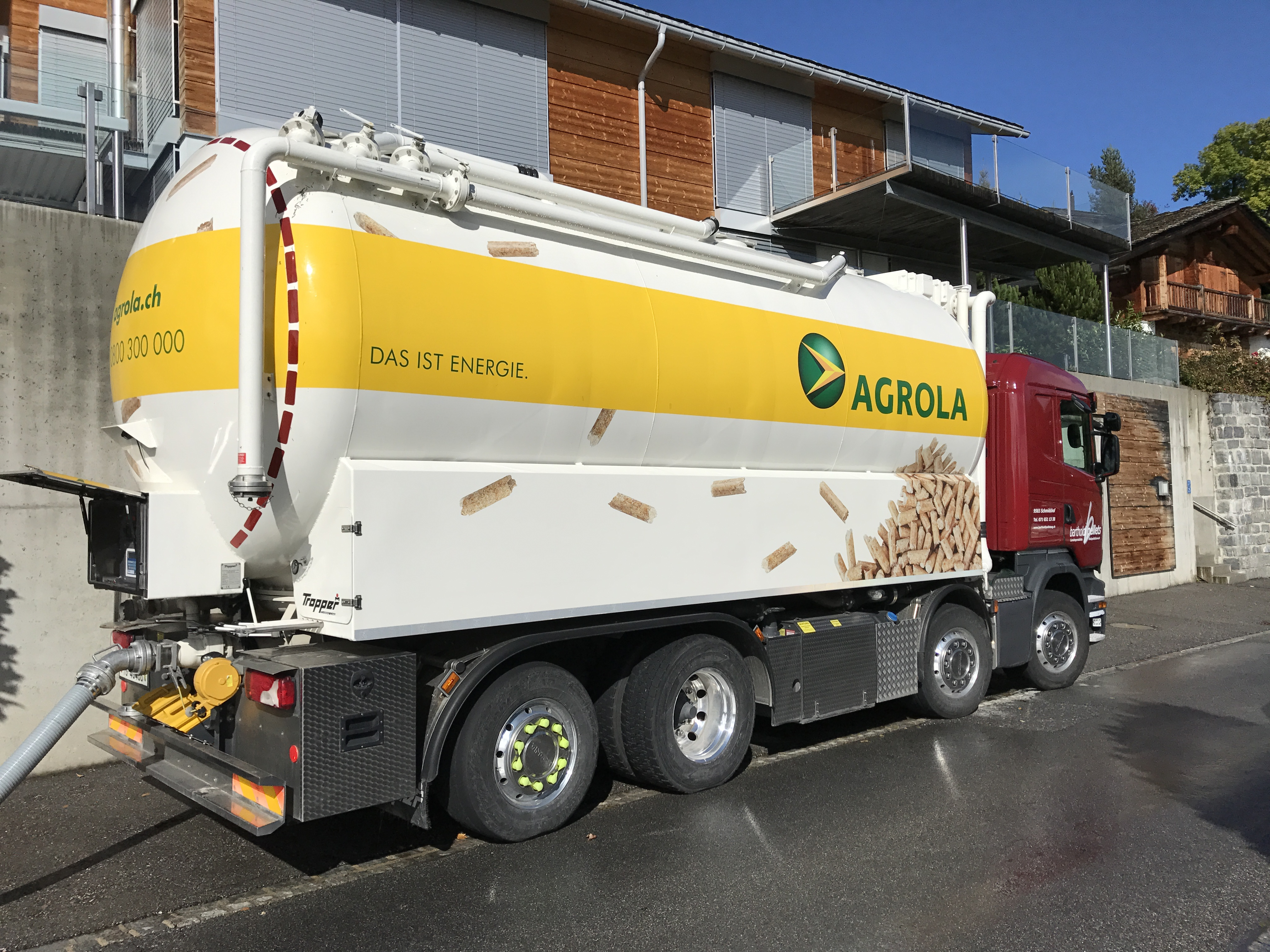
化石燃料を使って木質ペレットを運搬するトラック

バイオマス発電に特有の問題としては次のようなものが挙げられる。
- 微生物でバイオマスを分解しメタンガスを生成する場合に悪臭が発生する。
- 木質バイオマス燃料を取得する際に森林破壊が発生する。
- パーム油などの食用油脂を燃料とする場合、食料需要と競合する。
- 燃料や燃焼過程が多岐にわたり、中には廃材や汚泥といった通常燃料として使わないものもあるため、それぞれに応じた適正な処理が必要となる[12]。
- 加工、運搬などには化石燃料を使うため、発電全体のサイクルから見てCO2排出量は減少せず、環境負荷が大きいことが環境NGO団体から指摘されている[13]。
- 燃料となるバイオマスを国外からの輸入で賄う場合、廃棄物を有効活用するという性格はなくなり、通常の火力発電と変わらなくなる。日本国内でバイオマス発電の燃料として使われているパーム油は全量輸入のため、生産国が輸出規制を行った場合は運転継続が不可能になる[14]。2022年ロシアのウクライナ侵攻を受け、インドネシアはパーム油の輸出禁止措置を取った[15]。
- バイオマス発電所は通常の火力発電所や原子力発電所に比べ発電規模が小規模であり、燃料であるバイオマスの供給地に近くに建設されるという特徴を持つため、比較的一般住宅地の近くに多数のバイオマス発電所が乱立する形で建設され、住民への公害問題が起こりやすい。

## 各地の状況

### 日本
固定価格買い取り制度（FIT制度）などによる国家レベルの支援が行われており、各地でバイオマス発電所の建設計画が立ち上がり、すでに運転段階に入っているものがある。一方、建設された地域に住む住民から公害の苦情が起き、事業停止に追い込まれた発電所も出てきている。
2021年時点で、日本に設置されたバイオマス発電所の数は955機に達している。
下記で具体例を述べるように問題事例が相次いだことを受け、バイオマス発電所が建設される自治体では、事業者側と公害防止の協定を結ぶなどの動きがある。また、資源エネルギー庁はバイオマス発電事業のためのガイドラインを公開した。

#### 事例
- 福島県では、県内の豊富な森林資源を活かせる木質バイオマス発電を県が推進していたが、東白川郡塙町での木質バイオマス発電計画では、東日本大震災の福島第一原発事故による木材燃料の放射性物質汚染による健康被害を懸念する町民らが反対運動を起こし、2013年に計画は中止された[21]。
- 日本製紙は、同社秋田工場（秋田県秋田市）にバイオマス発電所の建設を計画し、2021年度に稼働予定だったが、輸入木質ペレットや建設費高騰により採算の見通しが立たなくなり、2019年に計画を撤回した[22]。
- 京都府福知山市のバイオマス発電所は、民家からわずか10メートルしか離れていないところに建設され、稼働が始まってからは24時間騒音と油が焦げたような悪臭が続いたという[23]。近隣住民が京都府公害審査会の調停を申し入れるまでに事態が発展し、2020年に発電所が廃止された。この発電所はパーム油を国外から輸入し燃焼させていたが、稼働音や悪臭により激しい反対運動が起きており、日本共産党系の市議会議員も状況を確認するなど大きな問題に発展していた。住民からは騒音で眠れず、悪臭で嘔吐したなどの報告が寄せられていた。住民は健康被害に対する損害賠償請求の民事訴訟提訴も視野に入れるとした[23][24]。同様に、同じ京都府の舞鶴市でもパーム油バイオマス発電所が操業停止に追い込まれている[25]。
- H.I.S.SUPER電力（エイチ・アイ・エスグループ）は、宮城県角田市のバイオマス発電所を、燃料のパーム油価格高騰により、2021年1月に運転開始後まもなく稼働停止した[26]。
- 福岡県豊前市では、木質バイオマス発電の産業廃棄物（焼却灰）処理を引き受ける処理会社が必要な許可を得ていない状態で創業していたことが発覚、また書類等を偽造した疑いもあり、県環境部から指導を受けた[27]。この会社は市の第三セクターとして設立されたもので、2022年に市から社長が解任され、業者は県から産業廃棄物処理業の許可取り消しの行政処分を受けた[28]。
- 広島県庄原市では、市長（当時）がバイオマス発電事業に補助金を交付したが、事業会社が破綻した上に補助金を不正受給していたことが発覚したため、事業者に代わり変わり市が国に2億3,800万円もの補助金を弁済することとなり、2022年に市民が市長へ損害賠償請求の民事訴訟を提訴した[29]。
- 宮城県石巻市では、液体燃料を使うものとしては日本最大規模のバイオマス発電所建設計画が進められたが、事業者は燃料としてパーム油を使うとして固定価格買い取り制度（FIT制度）の認定を取得していながら、住民にはFIT制度の認可対象外であるマメ科植物ポンガミア（英語版）油を使うと虚偽説明をしていた。これに対し2022年、地域住民らは県と経済産業省に対し、同事業の環境影響評価のやり直しとFIT制度認定取り消しを求める要望書を提出した[30]。
- 宮城県登米市のバイオマス発電所建設計画では、発電に伴う排水が1日100トン以上にのぼり、周辺の水系への悪影響が懸念されている。この排水は食品残渣を処理するのに使われた後の排水であり、その排水が夏季には排水量が川の水量を上回り、排水が滞留することが指摘されている[31]。また、市側がバイオマス発電所建設計画を把握しており、かつ市長が業者と面会していたにもかかわらず、住民に事業計画を伝えず、業者に対し住民説明会を開催するように求めることもしていなかったことが判明した[32]。またこの事業者は、経済産業省に提出したFIT制度の認定を求める申請書に、県や市から受けた説明とは異なる事実を虚偽記載した可能性があることも問題視された[33]。
- 福岡県田川市での木質バイオマス発電計画では、住民説明会が発電所の建設予定地造成後に開かれたことから住民の反発が広がり、予定地は洪水浸水想定区域内でかつ周辺に学校や病院もあることから立地を不安視する声が相次ぎ、2022年に地元で反対の署名運動が起きて多くの署名を集めた[34]。
- 福島県伊達市では、燃料に廃プラスチックを使用するバイオマス発電施設の併設を説明なしに計画していたことが判明し、住民の反発を受け撤回した。住民はバイオマス発電所そのものの建設中止を求め、2022年に市議会に署名を提出、市議会も反対決議を可決したが、市長は「法令上は市が関与できない」とした[35]。

#### 事故
- 2019年2月、山形県上山市のバイオマス発電所で試験運転中に爆発事故が発生、爆発の衝撃で金属製タンクのフタが吹き飛び、近隣の民家に直撃し住民が負傷した。現場近くでは衝撃で地震のような揺れを感じたという[36][37]。事故後にバイオマス発電所は操業停止、プラントメーカーは倒産した[38]
- 2023年2月6日には、静岡県御前崎市のバイオマス発電所建設現場で事故が発生し、作業員11人が酸素欠乏症や一酸化炭素中毒を起こし、うち1人が死亡する事故が発生している[39][40]。

#### ギャラリー

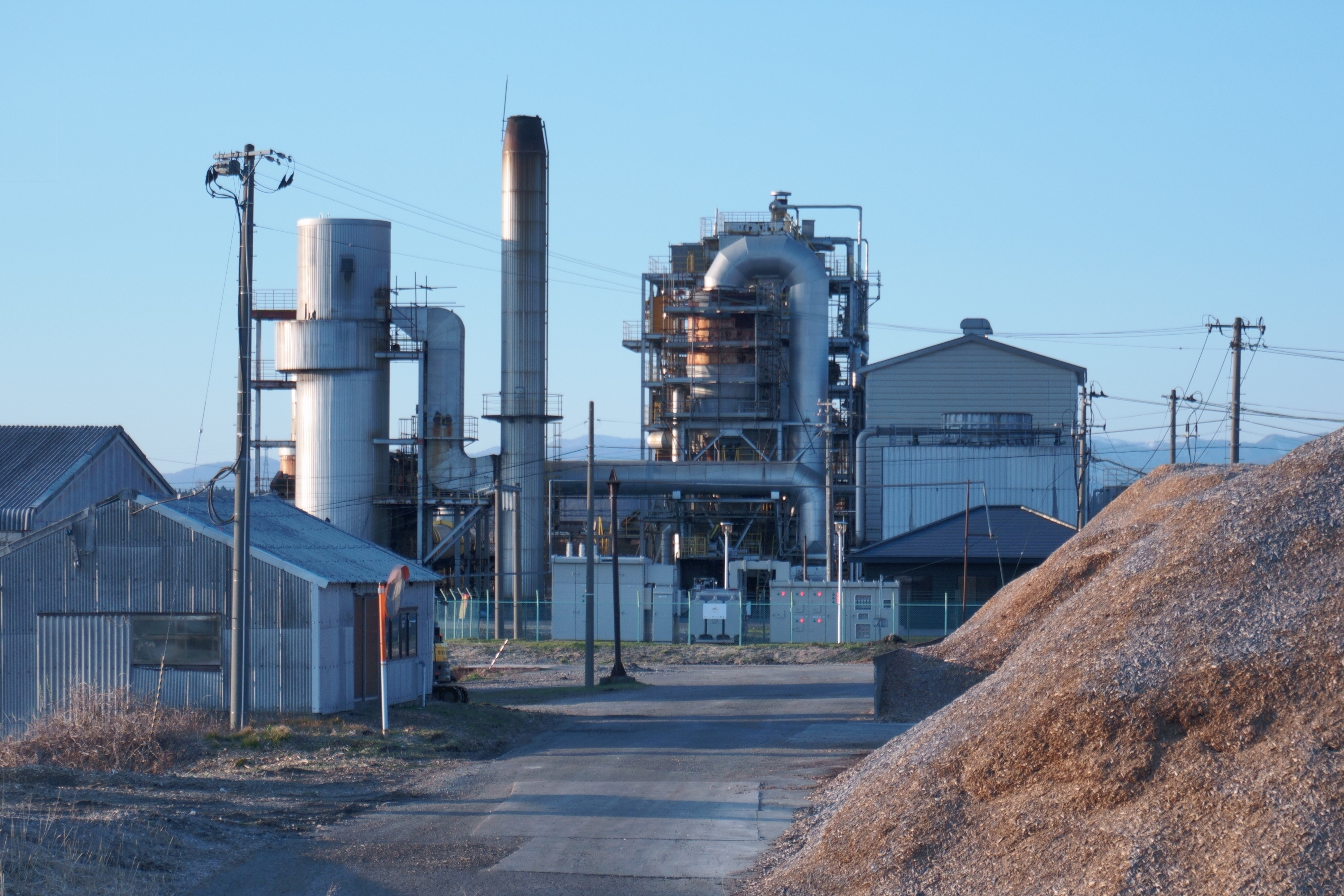
能代バイオマス発電所 （秋田県能代市）
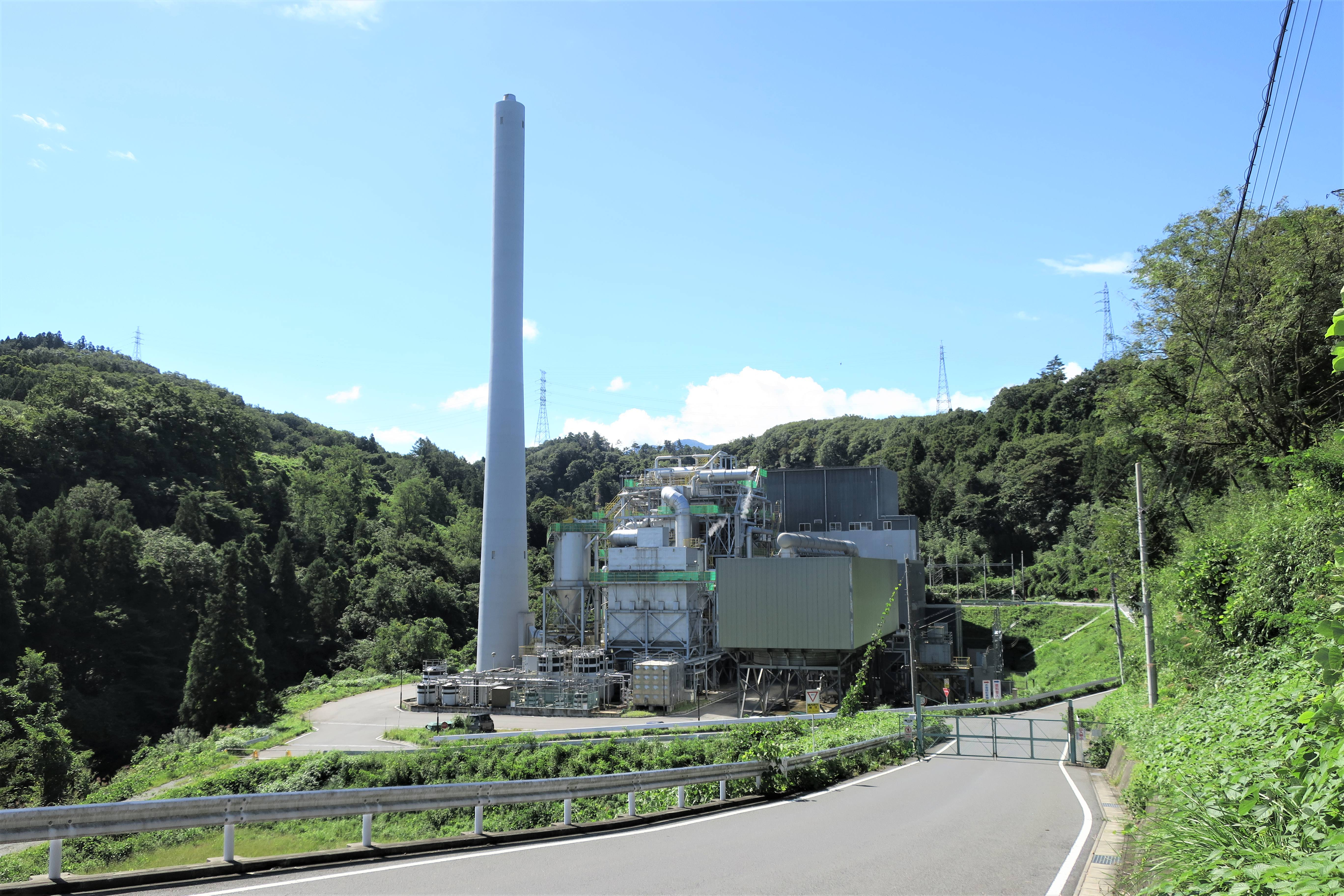
吾妻木質バイオマス発電所 （群馬県吾妻郡東吾妻町）
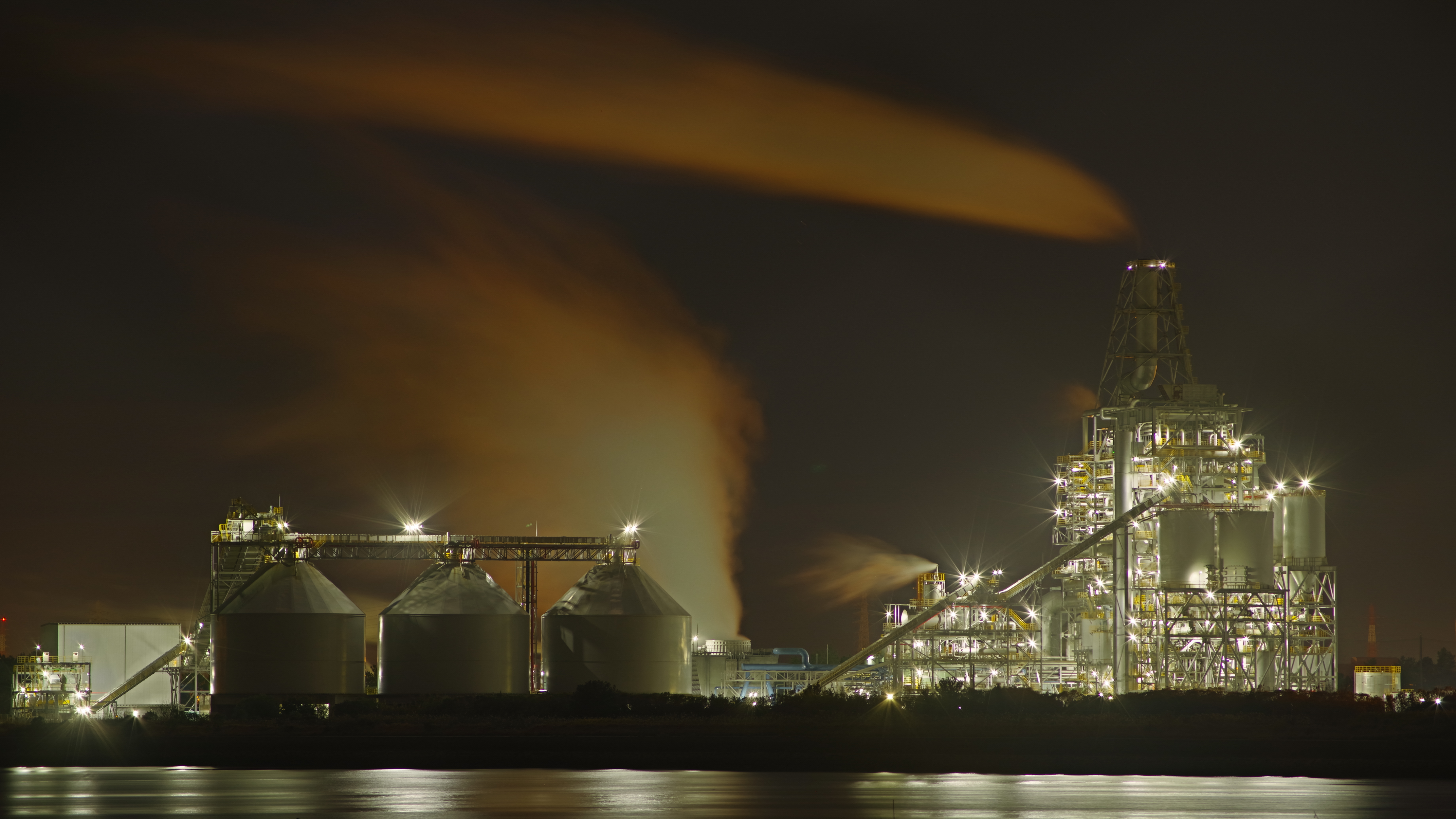
半田バイオマス発電所の夜景 （愛知県半田市）

### 国外

#### 欧州
欧州ではバイオマス発電の基準が大幅に見直され、規制が強化される方向に傾いている。欧州委員会が策定している再生可能エネルギー計画において、次のような改善案が発表された。
- 木質ペレットなどの木質バイオマスへの補助金、税控除などの各種優遇措置を完全に撤廃する。
- これら木質燃料を再生可能エネルギーから除外する。
- バイオマス発電の燃料に対し、燃料のための伐採に対する注意書きを加える。
- CO2の削減率の算定を厳密化し、運搬、輸送、加工などに伴う化石燃料の使用、バイオマス燃料のCO2排出係数（発生する熱エネルギーとCO2の比率）が化石燃料より大きいことなどを考慮した厳密な算出方法を定める。
- これらの基準の対象となるバイオマス発電所の施設規模を、出力20MW以上から5MW以上に引き下げる。

EUは、バイオマス発電所は燃料として国外から何百万トンもの木材を輸入していること、排出ガスによる大気汚染の問題や、燃料調達の不安定性から、バイオマス発電は持続可能でないとみなした。木材を燃やして排出されたCO2が、成長した森林に再吸収されるまでには平均100年ほどの時間を要し、その長いサイクルが完全に回り出すまでは大気中のCO2濃度は上昇し続ける。また国内外の科学者たちから、木質燃料は単位量あたりのエネルギーを発生させる際に放出するCO2の量が化石燃料よりも多いことが指摘されていた。木質燃料はカーボンニュートラルであるという誤った考えに基づき、バイオマス発電所からのCO2排出を排出量にカウントしないという特例措置が設定されていたが、EUはこうした方針転換に合わせてその措置も撤廃し、バイオマス発電所の代わりに、原子力発電と天然ガス発電をCO2排出量が少ない持続可能な電源と位置づけた。
ヨーロッパの環境保護団体Fernはこの新規則を歓迎し、「バイオマス発電の推進は、再生可能エネルギーの名の下に森林破壊を奨励するという過去10年間におけるEUの最も破壊的政策のひとつであり、それを中止する方針が初めて明確に示された」としている。米国の環境保護団体Mighty Earthは、「バイオマス燃料は石炭よりも環境を汚染するもので、ヨーロッパがそのことを認識し始めた」と述べている。
一方、スウェーデンなどの木質バイオマス輸出国は、この新基準は時期尚早であるとする意見文書を提出した。
スウェーデンの古い天然林面積は減少の一途を辿っており、それらは保護されていない。これら自然林は「持続可能」な木材製品や燃料のために伐採され、より生産効率のいいプランテーション植物に置き換えられている。スウェーデンにある15の森林ビオトープのうち14が良好な状態ではなく、伐採が進行している。また、2010年の伐採全体の3分の1以上がスウェーデン林業法の環境要件に適合していなかった。森林資源維持のため、スウェーデンでは皆伐時に枝葉バイオマスの20%以上を皆伐地に残すことを義務付けたり、木質バイオマスの焼却灰を林地に散布する方法が行われている。
各国の森林保護NGOの連合である森林防衛同盟（FDA）はEUに対し、バイオマス燃料のために木材を伐採することをやめ、森林を保護するよう求めている。
イギリスでは鶏糞を燃料とするバイオマス発電所の計画が立ち上がったが、住民の大きな反対により撤回されている。

#### アメリカ合衆国
ハワイでのバイオマス発電所計画は、ハワイ州公益事業委員会から却下され中止された。環境保護団体からバイオマス発電による大気汚染に関連した訴訟に直面したことや、バイオマス発電がCO2排出量を低減しないというリサーチの調査結果に基づいたものであった。

#### タイ
タイではサトウキビの残渣であるバガスを使ったバイオマス発電が推進されているが、住民からの公害の訴えが多数報道され、行政裁判が起こされているという。また、バガスの運搬のためのトラックが交通事故の原因にもなっているという。

#### ギャラリー

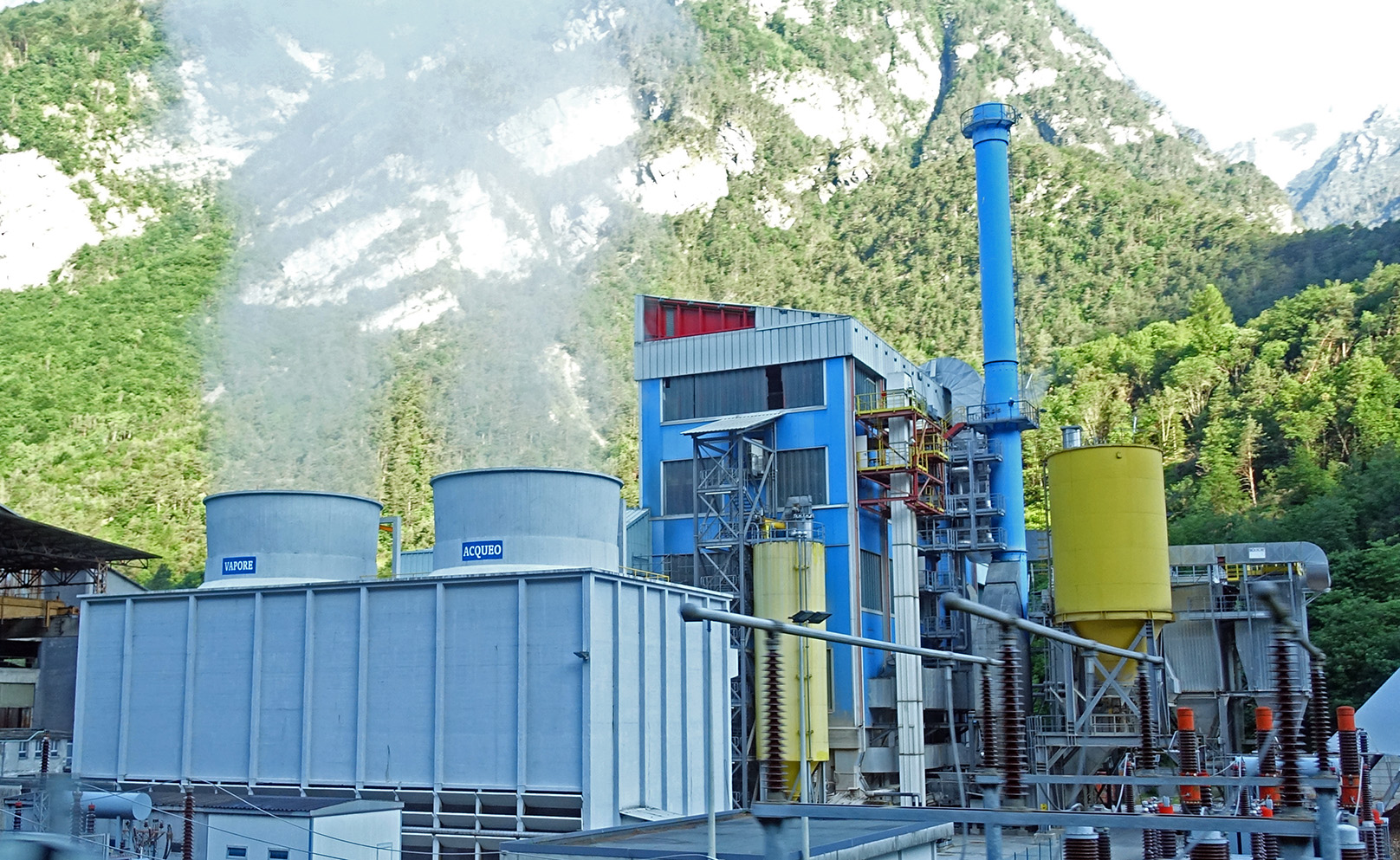
イタリアのオスピターレ・ディ・カドーレにあるバイオマス発電所
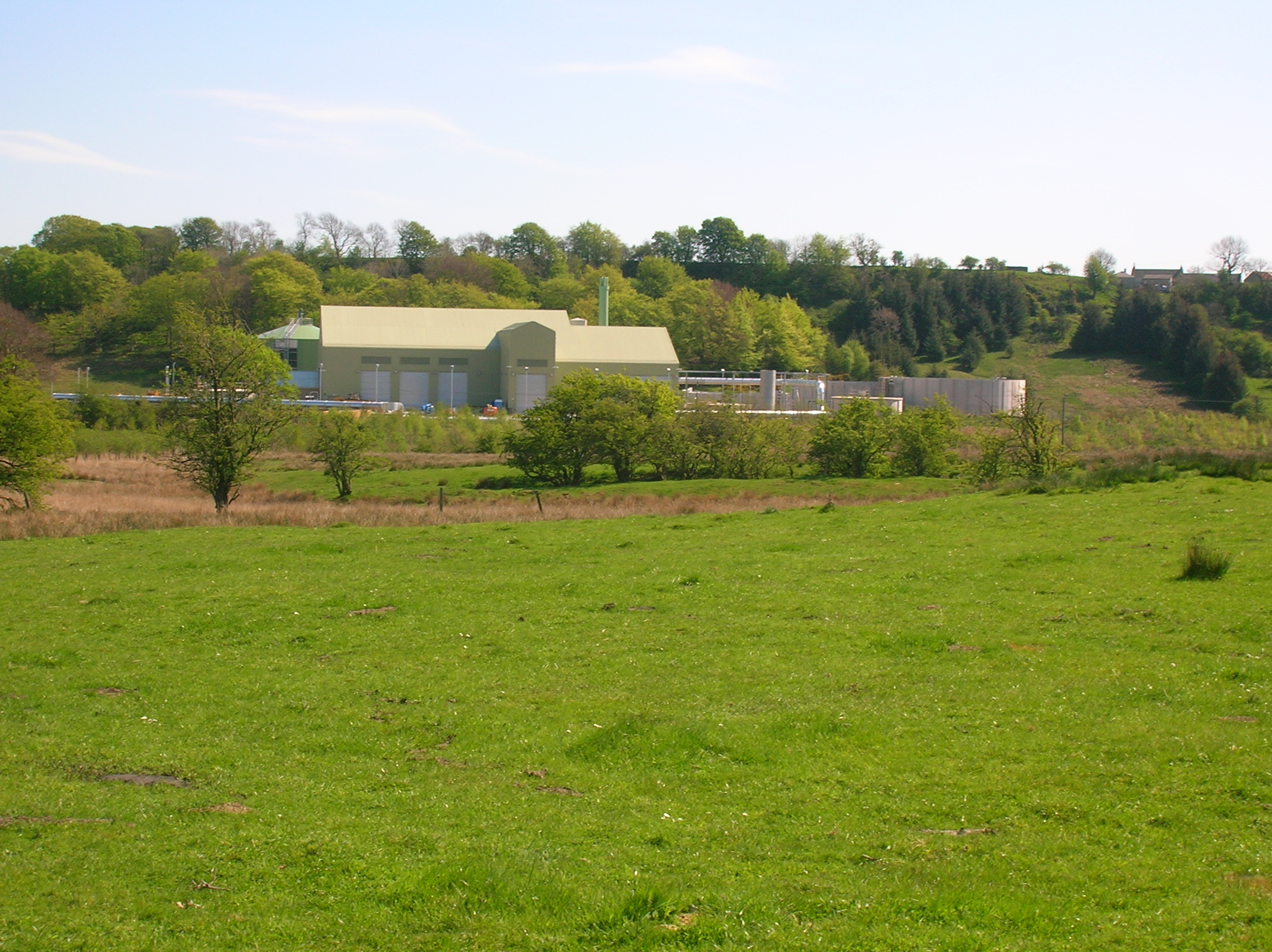
スコットランドのバーキップ（英語版）にあるバイオガス発電所
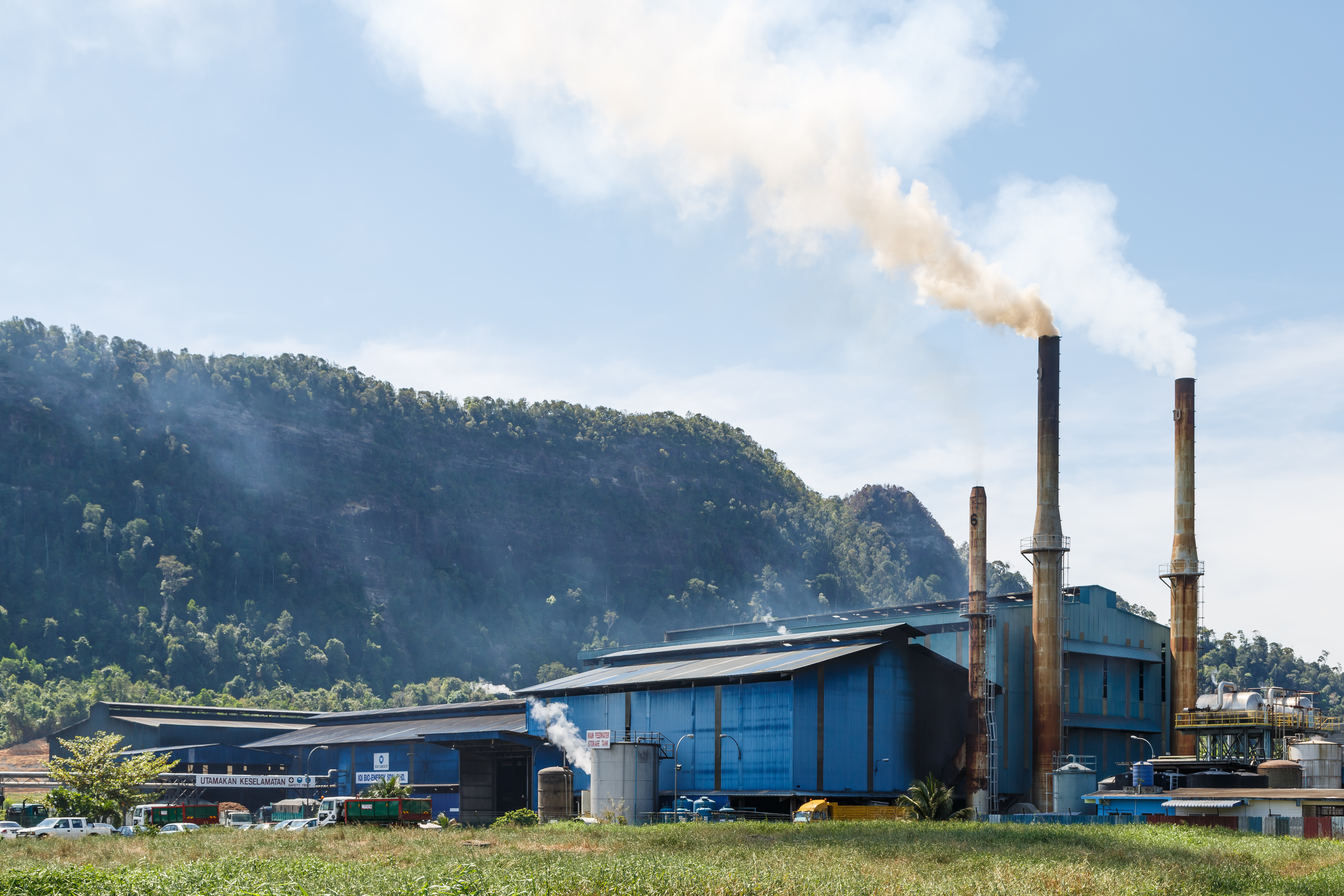
マレーシアのサンダカンバイオマス発電所
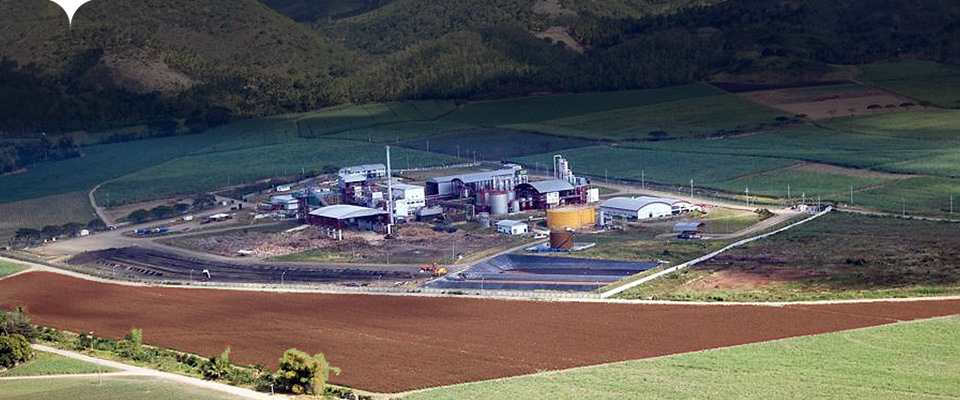
フィリピンのサン・カルロスにあるサン・カルロスバイオマス発電所（英語版）の全景
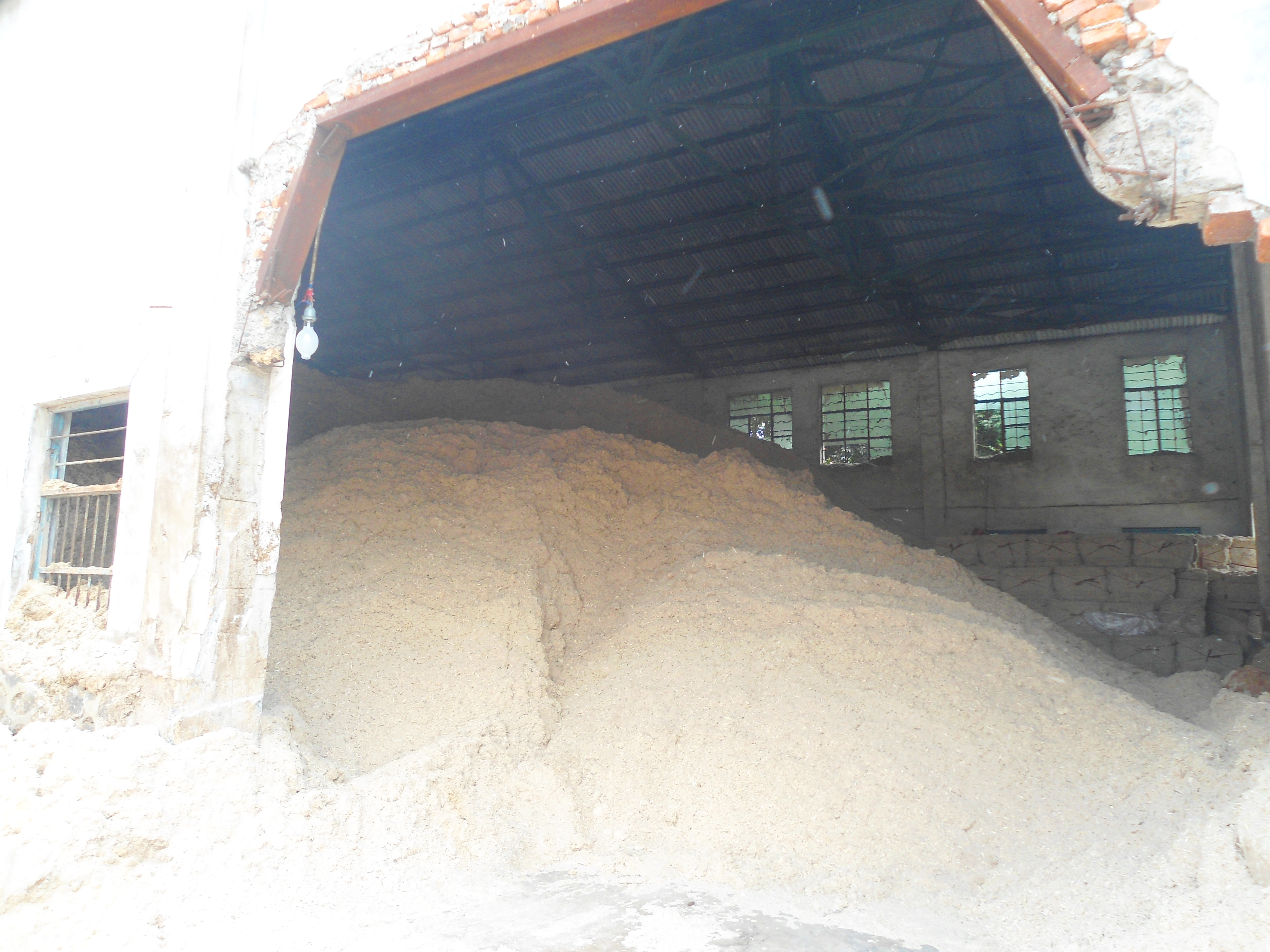
サトウキビの残渣であるバガス